# Oblast du Kamtchatka (Empire russe)
Pour les articles homonymes, voir Kamtchatka (homonymie).
1803–1922
Entités précédentes :
- Gouvernement d'Irkoutsk

Entités suivantes :
- Gouvernement du Kamtchatka

L’oblast du Kamtchatka (en russe : Камчатская область) est un oblast de l'Empire russe existant par intermittence de 1803 à 1922 en Extrême-Orient.

## Géographie
L’oblast du Kamtchatka s’étend sur la partie nord du littoral oriental de la Sibérie, de l’océan Arctique à la baie d’Okhostk. À l’ouest l’oblast est bordé par l’oblast de Iakoutsk, au sud par celui de Primorié.
Le territoire de l’oblast du Kamtchatka se retrouve de nos jours dans les kraïs de Kamtchatka, Khabarovsk, l’oblast de Magadan et le District autonome de Tchoukotka.

## Histoire
L’oblast est créé une première fois en 1803 comme subdivision du gouvernement d'Irkoutsk, sa capitale est alors Nijnekamtchatsk. Il existe jusqu’en 1822 et fait ensuite partie de la direction du Kamtchatka de Primorié (Камчатское приморское управление).
En 1849 l’oblast est recréé mais sera intégré à l’oblast de Primorié dès 1856. En 1909 l’oblast est reformé et perdurera jusqu’en 1922. Il est alors réorganisé en gouvernement du Kamtchatka.

## Subdivisions administratives
En 1909 l’oblast est divisée en six ouiezds (Anadyr, Guijiga, Okhotsk, Petropavlovsk, Tchoukotka) et les îles Komandorski